# 12578 Бенсаур
12578 Бенсаур (12578 Bensaur) — астероїд головного поясу, відкритий 7 вересня 1999 року.
Тіссеранів параметр щодо Юпітера — 3,570.